# Ernesto De Rosa
Ernesto De Rosa (* 1918 in Neapel; † 1980 ebenda) war ein italienischer Autor und Filmregisseur.
De Rosa war zeit seines Lebens im Kulturschaffen seiner Heimatstadt tätig. So veröffentlichte er beispielsweise 1970 das zweibändige „'A storia 'e Napule“. 1950 hatte er den speziell für den regionalen Einsatz bestimmten Spielfilm Voto di marinaio nach eigenem Drehbuch inszeniert.